# Cynered
Cynered (auch Coenred; † zwischen 839 und 845) war Bischof von Selsey. Er wurde zwischen 816 und 824 geweiht und trat sein Amt im gleichen Zeitraum an. Er starb zwischen 839 und 845.